# Рашидов, Рашид Алибекович
Рашид Алибекович Рашидов (род. 22 июля 1937 с. Урахи Дагестанская АССР — ум. 2018 г. с. Сергокала Республика Дагестан) — советский борец вольного стиля. Мастер спорта СССР. Заслуженный тренер РСФСР, заслуженный работник культуры Дагестанской АССР. Чемпион и призёр чемпионатов РСФСР, ДАССР, чемпион ВЦСПС. Воспитал пять МСМК СССР и двадцать МС СССР по борьбе.

## Биография
Родился 22 июля 1937 года в селе Урахи Сергокалинского района Дагестанской АССР. По национальности — даргинец.
После окончания Сергокалинской средней школы № 1, окончил Грузинский государственный институт физической культуры в городе Тбилиси.
С 1960 года — Мастер спорта СССР по вольной борьбе. Чемпион и неоднократный призёр чемпионатов РСФСР, многократный чемпион Дагестанской АССР.
Чемпион ВЦСПС среди сельских спортсменов. Являлся родным племянником Первому МС и ЗМС СССР из Северного Кавказа Али Исаеву.
В течение 40 лет работал Председателем Спорткомитета Сергокалинского района и одновременно являлся тренером детей по вольной борьбе.
Заслуженный работник культуры ДАССР (1974). Заслуженный тренер РСФСР (1981) Награждён медалями и почётными грамотами СССР.
Дважды награждён Почётной Грамотой Президиума Верховного Совета Дагестанской АССР.
Скончался в 2018 году. Похоронен в селе Сергокала.

## Награды и звания
- Медаль «За трудовое отличие»
- Медаль За трудовую доблесть
- Медаль Ветеран Труда
- Заслуженный тренер РСФСР
- Мастер спорта СССР